# The Quiet Man
The Quiet Man (traduïble com a "L'home tranquil") és una pel·lícula de 1952 protagonitzada per John Wayne, Maureen O'Hara, Victor McLaglen i Barry Fitzgerald, i dirigida per John Ford. Està basada en una història curta publicada el 1933 per Maurice Walsh al Saturday Evening Post. La pel·lícula és famosa per la seva exuberant fotografia del paisatge irlandès i per la llarga baralla mig magistral mig còmica entre Wayne i McLaglen. Va rebre dos Oscars, un al millor director i un a la millor fotografia.

## Argument[1]
La història gira entorn de Sean Thornton (Wayne), un boxador professional que després de matar accidentalment un adversari durant un combat, torna dels Estats Units a la seva Irlanda natal per recuperar la granja de la seva família. Acaba enamorant-se i casant-se amb la temperamental Mary Kate Danaher (O'Hara), germana de l'aspre hisendat local Will «Red» Danaher (McLaglen). Danaher rebutja lliurar a la seva germana la dot a la qual té dret.
Sean està disposat a oblidar el tema, però Mary Kate vol obtenir la seva dot costi el que costi i creu que la desgana de Sean en lluitar per ella és resultat de la seva covardia. La veritat és que ell segueix traumatitzat per la mort del seu adversari en el quadrilàter. Dos clergues locals, el Pare Lonergan (Ward Bond) i el Reverend Cyril «Snuffy» Playfair (Arthur Shields), intervenen per a reconciliar als jovençans. Al final, Sean i Will resolen l'assumpte a cop de puny, Sean recupera l'amor de Mary Kate, i tot s'arregla.

## Repartiment
- John Wayne: Sean Thornton
- Maureen O'Hara: Mary Kate Danaher
- Barry Fitzgerald: Michaeleen Oge Flynn
- Victor McLaglen: Squire "Red" Will Danaher
- Ward Bond: pare Peter Lonergan
- Mildred Natwick: Sarah Tillane
- Francis Ford: Dan Tobin
- Arthur Shields: reverend Cyril Playfair
- Eileen Crowe: Elizabeth Playfair
- Charles B. Fitzsimons: Hugh Forbes
- James Fitzsimons: pare Paul
- Sean McClory: Owen Glynn
- Emily Eby: Mave Campbell
- Jack MacGowran: Ignatius Feeney
- Philip Stainton: bisbe anglicà

## Curiositats
- La pel·lícula és una de les poques de Hollywood en les quals es parla una mica d'irlandès.
- El musical de Broadway de 1961 Donnybrook! es va basar en L'home tranquil.
- Una de les condicions que Republic Pictures va posar-li a John Ford va ser que garantís que la pel·lícula no duraria més de dues hores. No obstant això, finalment la pel·lícula es va allargar més de cent vint minuts i, quan s'estava projectant per als executius de Republic, Ford va aturar la pel·lícula aproximadament a les dues hores, just abans de la famosa baralla entre Wayne i McLaglen. Els executius de Republic finalment van cedir i van permetre que la pel·lícula s'estrenés sense retalls.
- L'estudi Republic Pictures creia que el guió del film no era prou bó com per fer d'aquest film un èxit comercial. Per aquest motiu van obligar a John Ford, realitzar abans un altre film, el Westen Rio Grande, amb el que pagarien The Quiet Man.
- John Wayne va apuntar a aquesta pel·lícula com la seva favorita d'entre totes les de la seva llarga carrera.
- El personatge de John Wayne a la pel·lícula diu que és de "Pittsburgh, Massachusetts, EUA", però Pittsburgh és a Pennsilvània.
- Una escena de L'home tranquil apareix a la pel·lícula E.T.: L'extraterrestre on es veu E.T. mirant l'escena on Wayne agafa O'Hara pel braç i la besa, mentre Elliot reprodueix simultàniament l'escena a l'escola (amb una jove Erika Eleniak) a causa de la capacitat d'E.T. de controlar la ment.
- Al començament, quan Wayne va en carruatge, hi ha dos plans en els quals s'aprecia clarament que estan fets en un estudi i no a l'aire lliure.
- Innisfree és una illa de Lough Gill, Comtat de Sligo; "Castletown" (Castleton) és al Comtat d'Antrim.
- Ernie O'Malley, escriptor i comandant de l'exèrcit republicà irlandès durant la guerra d'independència, i de l'IRA anti-Tractat durant la guerra civil irlandesa i amic de John Ford, va actuar com a assessor de Ford sobre la cultura local.

## Premis i nominacions
La pel·lícula va rebre un total de set nominacions als Oscar, incloent el de millor pel·lícula, i en va guanyar dos. John Ford va guanyar el seu quart i últim Oscar al millor director.

### Premis[2]
- Oscar al millor director per a John Ford
- Oscar a la millor fotografia per a Winton C. Hoch i Archie Stout

### Nominacions[2]
- Oscar a la millor pel·lícula per a John Ford i Merian C. Cooper
- Oscar al millor actor secundari per a Victor McLaglen
- Oscar a la millor direcció artística per a Frank Hotaling, John McCarthy Jr. i Charles S. Thompson
- Oscar al millor so per a Daniel J. Bloomberg
- Oscar al millor guió adaptat per a Frank S. Nugent